# Calavernas
Calavernas är en ort i Mexiko.   Den ligger i kommunen Las Vigas de Ramírez och delstaten Veracruz, i den sydöstra delen av landet, 220 km öster om huvudstaden Mexico City. Calavernas ligger 2 371 meter över havet och antalet invånare är 398.
Terrängen runt Calavernas är kuperad åt sydost, men åt nordväst är den bergig. Runt Calavernas är det ganska tätbefolkat, med 160 invånare per kvadratkilometer. Närmaste större samhälle är Perote, 19,8 km sydväst om Calavernas. I omgivningarna runt Calavernas växer i huvudsak blandskog.